# Николаевка (Чебулинский район)
Николаевка — село в Чебулинском районе Кемеровской области. Входит в состав Усманского сельского поселения.

## География
Центральная часть населённого пункта расположена на высоте 240 метров над уровнем моря.

## Население
По данным Всероссийской переписи населения 2010 года, в селе Николаевка проживает 676 человек (302 мужчины, 374 женщины).